# Płocińska Mielizna

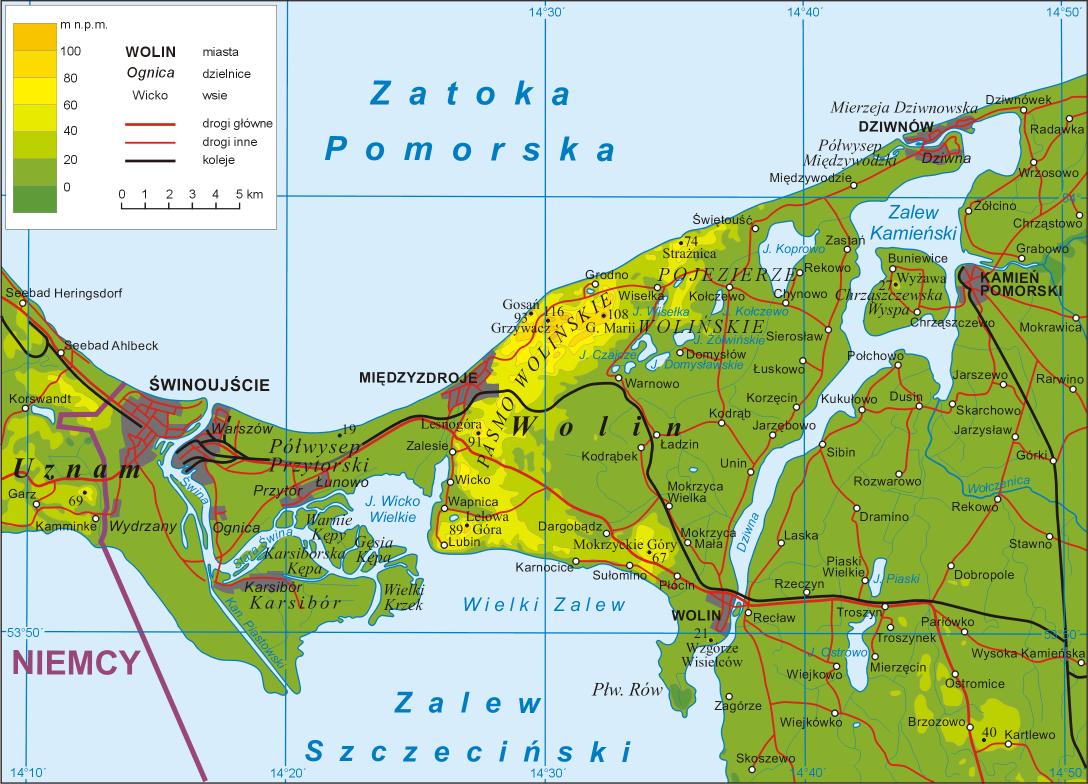
Północna część zalewu i wyspa Wolin

Płocińska Mielizna – mielizna Zalewu Szczecińskiego w jego północno-wschodniej części, przy wyspie Wolin. Mielizna znajduje się między północną częścią półwyspu Rów, a wsią Sułomino. Nad Płocińską Mielizną leży wieś Płocin.
Wody Płocińskiej Mielizny są głębsze niż na Wolińskiej Mieliźnie, która znajduje się bardziej na zachód.
Nazwę Płocińska Mielizna wprowadzono urzędowo rozporządzeniem w 1949 roku, zastępując poprzednią niemiecką nazwę Mittel Tief.